# Secret Intelligence Service
MI6
Pour les articles homonymes, voir SIS et Intelligence Service.
« MI6 » redirige ici. Pour les autres significations, voir MI6 (homonymie).
Le Secret Intelligence Service (SIS), également connu sous la dénomination de MI6 (pour Military Intelligence, section 6), est le service de renseignements extérieurs du Royaume-Uni. Son rôle est de produire des renseignements sur les sujets concernant les intérêts vitaux du Royaume-Uni en matière de sécurité, défense, politique étrangère et politique économique.
Le Royaume-Uni a trois principaux services de renseignement et de sécurité :
- le Security Service (MI5), service de renseignement de sécurité intérieure ;
- le Secret Intelligence Service (SIS ou « MI6 »), service de renseignement extérieur utilisant des sources humaines et techniques et les échanges avec des services de renseignement et de sécurité étrangers ;
- le Government Communications Headquarters (GCHQ), service responsable du renseignement d'origine électromagnétique et de la sécurité des communications et des systèmes d'information du gouvernement et des armées.

Le SIS, comme le MI5, descend du Secret Service Bureau créé en octobre 1909, dont il était l’un des départements. Son premier directeur fut Sir Mansfield Smith-Cumming (1859-1923, KCMG, CB).
Selon le Guardian, le Secret Intelligence Service comptait 2 479 agents en juillet 2016, un effectif en progression dans le cadre de la création de 1 900 postes d'ici 2020 pour les services de renseignement et antiterroristes britanniques (MI5, SIS, GCHQ et Counter Terrorism Command de la Metropolitan Police) annoncée à la suite des attentats de Paris en novembre 2015. Le SIS en serait le principal bénéficiaire, avec la création de 1 000 postes.
La dernière édition (2016-2017) du rapport de l'Intelligence and Security Committee fait état de 2 594 agents au 31 mars 2016, et d'une prévision de 3 231 agents en mars 2020.

## Historique

### Débuts
Un premier « intelligence service » (service de renseignement) fut fondé au XVIe siècle par Francis Walsingham, qui déjoua les plans de l'Armada grâce à un réseau d'agents en Espagne. Il semble qu'ensuite il n'y ait eu d'organisation structurée que pendant les périodes de conflits, notamment entre 1789 et 1815. Mais, au début du XIXe siècle, la Grande-Bretagne commença à s'inquiéter de la pénétration de l'Empire russe en Asie centrale, " en direction du nord de la Perse à travers le Caucase " s'approchant ainsi de l'Empire des Indes. À partir de 1842, des officiers britanniques prirent l'initiative d'explorer l'Asie centrale, avec le soutien officieux du Foreign Office. La plupart d'entre eux furent capturés et exécutés par les souverains locaux qui redoutaient autant la puissance russe que britannique et voulaient ainsi décourager toutes les initiatives dans ce sens. Dès cette époque, à Londres, les diplomates britanniques commencent à répandre l'adage : « Notre frontière, c'est l'Himalaya ! ». Cette rivalité entre ces deux puissances en Asie centrale sera appelée le Grand Jeu et incita Londres à avoir une vision mondiale du renseignement. Kipling a très bien résumé cette rivalité dans son roman Kim.
La menace allemande, au début du XXe siècle, dès l’année 1910, explique la naissance d'un service permanent, notamment par sa division en deux sections, MI5, pour la sécurité intérieure et MI6, pour le renseignement extérieur. En effet, Lord Haldane, Secrétaire d'Etat au War Office, conscient de cette menace et des manquements du renseignement compris pendant la guerre des Boërs en Afrique du Sud, monte cette organisation.
Le premier directeur du SIS (MI6) fut Mansfield Smith-Cumming, qui omettait souvent le « Smith ». Il avait l'habitude de signer sa correspondance de sa seule initiale « C », écrite à l'encre verte. Cette pratique devint un nom de code, repris par ses successeurs à la tête de l'organisation pour garder l'anonymat,.

### Première Guerre mondiale
La première épreuve importante pour l'organisation fut la Première Guerre mondiale durant laquelle elle rencontra un succès mitigé. Le service, qui s'appelait alors MI1(c), fut incapable de pénétrer l'Allemagne, mais connut néanmoins quelques succès notables en espionnage militaire et commercial, essentiellement grâce à un réseau d’agents dans les pays neutres, les territoires occupés et la Russie.
Le MI1(c) bénéficia notamment de la trahison d'un ingénieur naval allemand, le Dr Karl Krüger, qui fournit des renseignements sur la flotte allemande et notamment ses pertes après la bataille du Jutland. Il utilisa aussi le réseau La Dame blanche qui renseignait sur les mouvements allemands en Belgique occupée.

### Entre-deux-guerres
Après la guerre, les moyens du MI1(c) furent largement réduits. Vers 1920, il adopta le nom de Secret Intelligence Service (SIS). Il commença à opérer principalement à travers un système de coopération, parfois contrainte et forcée, avec le service diplomatique. La plupart des ambassades se virent dotées d'un Passport Control Officer, qui était en fait le responsable du SIS pour ce pays. Ceci permit aux agents du SIS de bénéficier d'une couverture et d’une certaine immunité diplomatique, mais le système dura probablement trop longtemps et dans les années 1930 ne trompait plus personne.
Dans l'immédiat après-guerre et durant la plus grande partie des années 1920, le SIS se souciait surtout du communisme et de la Russie soviétique en particulier. Le SIS, outre des opérations d’espionnage plus traditionnelles, soutint et encouragea à la fois les tentatives de Sidney Reilly de renversement du régime communiste (qui était vaguement associé au SIS jusqu’à sa capture), ainsi que celles de Boris Savinkov.
A l'approche des élections législatives de 1924, le SIS reçut d'un de ses agents à Riga la « lettre de Zinoviev », attribuée à Grigori Zinoviev, le président de l'Internationale communiste, qui semblait montrer que l'Union soviétique s’apprête à interférer dans les affaires intérieures britanniques afin de favoriser le Parti travailliste. Le SIS la transmit au ministère des Affaires étrangères en insistant qu'elle était authentique. Son contenu fuita et fut publié dans la presse, contribuant à une victoire décisive du parti conservateur. Le consensus des historiens modernes est que la lettre était un faux, probablement fait par des Russes blancs antisoviétiques. L'historienne officielle du ministère Gill Bennett, pense que la lettre fut probablement fuitée au parti conservateur par un membre du SIS.
Cumming mourut en 1923 et fut remplacé en tant que « C » par l'amiral Sir Hugh Sinclair (1873-1939), dont les historiens[Lesquels ?] s'accordent à dire qu'il fut un directeur nettement moins efficace. Il n’était pas incompétent, mais n’avait pas la force de caractère de Cumming et se révéla incapable d'imposer le respect et l'obéissance à ses troupes de manière aussi efficace que son prédécesseur.
De même que le reste de la communauté de l'espionnage et plus généralement du gouvernement, le SIS tourna son attention durant les années 1930 vers l'Allemagne nazie. Son succès fut de nouveau relativement modeste. Bien qu'il fût parvenu à établir des sources relativement fiables au sein du gouvernement et de l’amirauté allemande, ses informations étaient probablement moins complètes que celles fournies par le réseau rival de Robert Vansittart, le sous-secrétaire permanent du Foreign Office.
Hugh Sinclair mourut en 1939 et fut remplacé par le lieutenant-colonel Sir Stewart Menzies (1890-1968) qui fut de l'avis général[Qui ?] un directeur très ordinaire. Le SIS ne retrouva pas de directeur à la mesure d’un Cumming avant Sir Dick White (1906-1993), soit après la guerre.

### Seconde Guerre mondiale

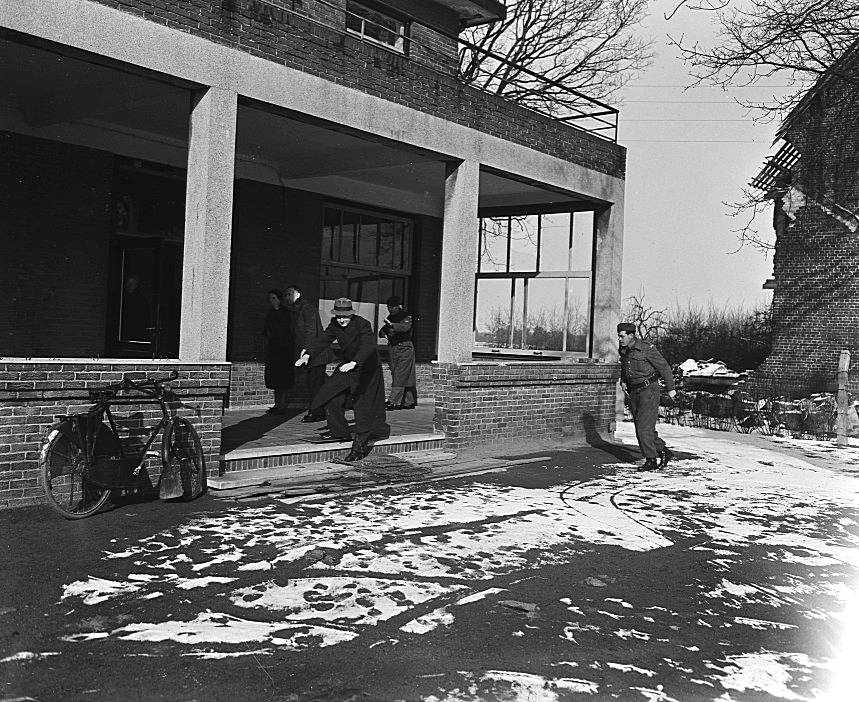
Reconstitution de l'incident de Venlo faite le 20 février 1948

Le SIS commença la Seconde Guerre mondiale par un échec spectaculaire connu sous le nom d'incident de Venlo, durant lequel il fut complètement dupé par des agents du Sicherheitsdienst (SD) prétendant être des officiers haut placés de l’armée impliqués dans un complot contre Adolf Hitler. Après une série de rencontres entre les agents du SIS et les « conspirateurs », un rendez-vous fut organisé à Venlo aux Pays-Bas en novembre 1939 où deux agents du SIS furent capturés par un commando SS. Cet échec ternit considérablement la réputation du service.
Durant le conflit, le SIS fut éclipsé par plusieurs autres initiatives, dont l’effort de cryptographie entrepris par la Government Code and Cypher School (GC&CS) à Bletchley Park, le système de « double-jeu » mis au point par le MI5 afin de fournir des informations erronées aux Allemands, ainsi que le travail des unités de reconnaissance photographique de la Royal Air Force. Le SIS fut également en concurrence avec le Special Operations Executive (SOE), un service créé pour prendre en charge les missions de sabotage pendant le conflit, que le SIS voyait comme tendant à accroître les risques pour ses propres agents.
Le SIS eut cependant des réussites. Son chef Menzies était aussi le directeur nominal de la GC&CS, et a sa part dans les succès de cette organisation. Dans les pays neutres, les postes du SIS dominèrent les services de renseignements ennemis et contribuèrent aux opérations alliées d'intoxication. Dans des territoires occupés, des réseaux de SIS firent des apports importants à la surveillance des côtes dans le nord-ouest de l'Europe, à la surveillance des voies ferrées aux Pays-Bas, aux renseignements sur les armes secrètes allemands, et aux renseignements utiles aux débarquements et à l'avance vers le III. Reich.
Le SIS a également aidé à former les différents membres du personnel de l'Office of Strategic Services (OSS) des États-Unis pendant la Seconde Guerre mondiale.

### Guerre froide
En 1946, le SIS absorba ce qui restait du Special Operations Executive. L'organisation fut simplifiée, les unités géographiques et opérationnelles devenant des « sections de production », divisées par régions dirigées par des contrôleurs, eux-mêmes sous l'égide d'un directeur de la production. Les sections de diffusion furent renommées « sections des besoins » (requirements) et furent placées sous le commandement d'un directeur des besoins.

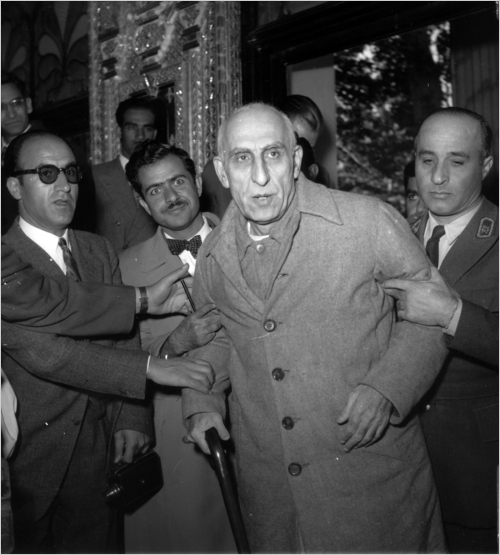
Procès de Mohammad Mossadegh, premier ministre iranien renversé avec le concours du SIS en 1953.

Les opérations du SIS contre l'Union des républiques socialistes soviétiques furent fortement compromises par le fait que la section de contre-espionnage (IX puis R5) fut dirigée pendant trois ans par Kim Philby qui était une taupe soviétique. Bien que les dégâts occasionnés par Philby aient été limités pendant quelques années par son affectation comme chef d'antenne en Turquie, il devint ensuite officier de liaison avec les services américains à Washington. Il compromit les opérations de déstabilisation de l'Albanie (projet Valuable) menées conjointement par le Royaume-Uni et les États-Unis sous forme de commandos (les pixies) infiltrés de 1949 à 1951. Philby fut poussé vers la sortie et dut prendre sa retraite en 1951 après que deux de ses camarades des cinq de Cambridge, Guy Burgess et Donald Maclean, furent passés à l'Est.
Le SIS participa également aux conflits impliquant le Royaume-Uni. Pendant la guerre civile de 1947-1948 en Palestine mandataire, il mena des opérations de sabotages de navires participant à l'immigration illégale juive. Contre l'insurrection communiste en Malaisie, en 1954 le SIS négocia secrètement avec les autorités thaïlandaises la mise en place d'un centre de renseignement conjoint pour traquer les guérillas qui se réfugieraient en Thaïlande. Pendant l'insurrection de Chypre, un renseignement du SIS permit en 1955 à la Royal Navy d'intercepter la caïque Ayios Georghios transportant des explosifs pour les Chypriotes grecs.
Le SIS participa au renversement du gouvernement de Mohammad Mossadegh en Iran en 1953 avec la collaboration de la Central Intelligence Agency. Il y organisa notamment des attaques terroristes afin d'en accuser les communistes et déstabiliser le pays. En 1956, le SIS fut éclaboussé lorsqu'une opération, non approuvée par le Premier ministre, d'examiner un croiseur soviétique au mouillage à Portsmouth tourna mal et se termina par la disparition du célèbre plongeur Lionel Crabb.

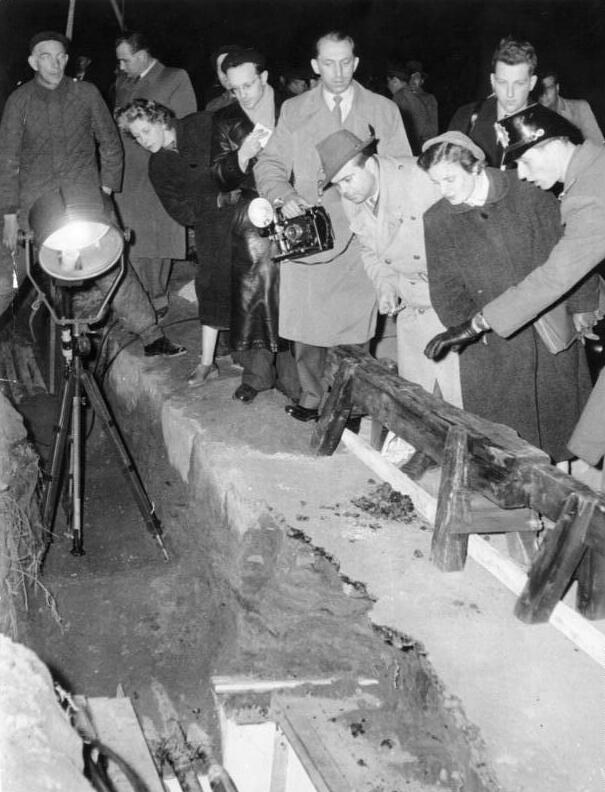
Tunnel creusé à Berlin par le SIS et la CIA lors de l'opération Gold de 1955-1956.

Le SIS fit également les frais d'un de ses officiers impliqué dans ses opérations à Berlin, qui avait changé de bord et était devenu agent soviétique pendant sa détention durant la guerre de Corée. George Blake repris son poste au SIS après sa libération à la fin de la guerre, et il fit ensuite partie de l'équipe projetant de faire un tunnel pour mettre sur écoute des câbles de communications soviétiques à Berlin (opération Gold), qui fut donc connu du KGB dès le début. Il fut ensuite posté à Berlin. Blake fut finalement démasqué par le transfuge Michal Goleniewski, traduit en justice pour espionnage puis condamné à 42 ans de prison. Cependant, en 1966, il parvint à s'évader et se réfugier en URSS.
Malgré ces revers, le SIS redevint efficace au cours des années 1960, grâce à une meilleure sécurité et des infiltrations réussies. Oleg Penkovsky photographia pendant deux ans plusieurs milliers de documents soviétiques, dont les manuels des missiles de l'Armée rouge qui aidèrent les interprètes photo à reconnaître le déploiement de missiles SS-4 et des SS-5 à Cuba en octobre 1962.
Les opérations du SIS contre l'URSS continuèrent pendant la guerre froide. Au milieu des années 1970, le SIS recruta l'officier du KGB Oleg Gordievsky, qui devint par la suite rézidiente (chef de poste) du KGB à Londres, faisant de lui une des plus importantes taupes de l'histoire du KGB. Bien que le KGB ait commencé à suspecter Gordievsky et qu'il fut mis sous surveillance, le SIS parvint à l'exfiltrer de Moscou en 1985.

### De 1991 à aujourd'hui

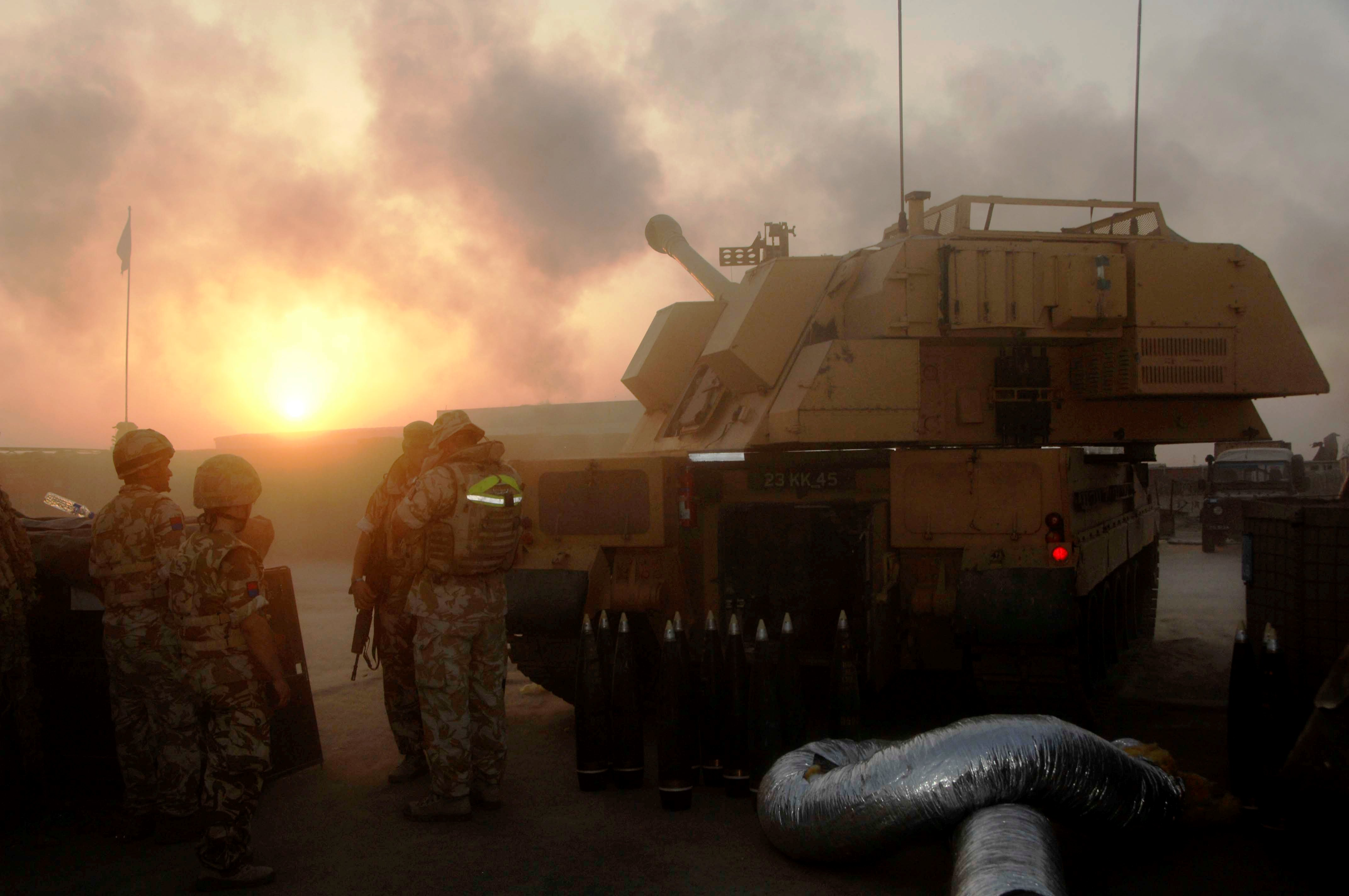
Un canon AS-90 britannique en action pendant l'invasion de l'Irak en 2003.

Depuis 1994, les activités du SIS sont l’objet de l’attention du Comité parlementaire de renseignement et de sécurité (Parliament's Intelligence and Security Committee).
La loi britannique sur les services secrets précise que les individus ne sont pas légalement responsables de leurs agissements commis hors du Royaume-Uni si ceux-ci étaient autorisés par le secrétaire d'État.
Vers la fin des années 1990, un ancien officier du SIS nommé Richard Tomlinson écrivit ses mémoires. Le SIS tenta d'empêcher la publication, mais le livre est toujours disponible en ligne.
Le 6 mai 2004, John Scarlett, précédemment directeur du Joint Intelligence Committee, remplaçait Sir Richard Dearlove à la tête du SIS. Scarlett est une personne habituée des écrans de télévision au Royaume-Uni à la suite de son témoignage dans l'enquête Hutton (relative au décès de l'expert en armement David Christopher Kelly accusant le gouvernement britannique d'avoir falsifié le rapport sur les armes de destruction massive en Irak). Sa nomination publique était inhabituelle pour ce poste de l'ombre. Par exemple, aucune photographie de son prédécesseur n’est connue en dehors de la photographie de sa remise de diplôme universitaire.
Depuis le 12 octobre 2005, le SIS possède un site web officiel, lequel donne un historique du service, ainsi que des offres de carrière. Les futurs agents sont formés au fort de Monkton près de Porton Down.
En novembre 2020, à la suite de la défaite des Arméniens dans la deuxième guerre du Haut-Karabakh, le SIS est accusé par des organes de presse arméniens de soutenir la politique panturquiste de Recep Tayyip Erdoğan, le nouveau directeur de l'agence, Richard Moore, étant un diplomate ami de longue date du dirigeant turc.
En 2025, il est annoncé que la direction sera affectée à Blaise Metreweli.

## Directeurs
| Nom                                | Date d'entrée en fonction | Date de cessation de fonction |
| ---------------------------------- | ------------------------- | ----------------------------- |
| Sir Mansfield Smith-Cumming        | 1909                      | 1923                          |
| Amiral Hugh Sinclair               | 1923                      | 1939                          |
| Lieutenant-colonel Stewart Menzies | 1939                      | 1952                          |
| Sir John Alexander Sinclair (en)   | 1953                      | 1956                          |
| Sir Dick White (en)                | 1956                      | 1968                          |
| Sir John Rennie (en)               | 1968                      | 1973                          |
| Sir Maurice Oldfield (en)          | 1973                      | 1978                          |
| Sir Dick Franks (en)               | 1979                      | 1982                          |
| Sir Colin Figures                  | 1982                      | 1985                          |
| Sir Christopher Curwen (en)        | 1985                      | 1989                          |
| Sir Colin McColl (en)              | 1989                      | 1994                          |
| Sir David Spedding (en)            | 1994                      | 1999                          |
| Sir Richard Dearlove               | 1999                      | 2004                          |
| Sir John Scarlett                  | 2004                      | 2009                          |
| Sir John Sawers,                   | 2009                      | 2014                          |
| Alex Younger (en)                  | 2014                      | 2020                          |
| Richard Moore                      | 2020                      | en fonction jusqu'en 2025     |
| Blaise Metreweli                   | À partir de 2025          |                               |

## Dans la fiction
Ashenden
Mr. Ashenden, un agent secret pendant la Première Guerre mondiale, est le héros des nouvelles de l'écrivain britannique Sommerset Maugham, largement autobiographiques.
James Bond
L'espion de fiction James Bond travaille pour le MI6 : l’immeuble du SIS figure dans certains des films mettant en vedette Pierce Brosnan, et dans Skyfall avec Daniel Craig. Wilfred Dunderdale, véritable espion du MI6, passe pour avoir en partie inspiré le personnage de James Bond du fait de son amitié avec Ian Fleming (en réalité, ce dernier s'est beaucoup plus inspiré d'un triple agent, Dusko Popov et de son frère, Peter Fleming, agent du MI6). M est le chef du MI6, tandis que Q est le chef de la section des gadgets.
Le QG du MI6 dans les films de la série a changé de nombreuses fois :
- avec Sean Connery puis George Lazenby, le MI6 se situait à Westminster ;
- avec Roger Moore puis Timothy Dalton et Daniel Craig, le MI6 se situait en plein cœur de Londres ;
- avec Pierce Brosnan et Daniel Craig, le MI6 se situe au siège réel du SIS, au bord de la Tamise. Dans Skyfall, le siège du SIS, attaqué, est déclaré vulnérable, et démoli à la fin de 007 Spectre. Le siège est à nouveau déplacé dans le cœur de Londres (voir ligne précédente).

George Smiley
George Smiley, imaginé par John Le Carré, est un maître espion au service de renseignement extérieur britannique surnommé « Le Cirque » dans les romans de Le Carré.
Alex Rider
Alex Rider, imaginé par l'écrivain britannique Anthony Horowitz, est un jeune garçon de 14 ans travaillant à la solde du MI6. À la mort de ses parents, il est adopté par son oncle, Ian Rider, un agent du MI6. Celui-ci le forme au métier d'espion par des jeux, jusqu'à ce qu'Ian soit assassiné dans l'exercice de ses fonctions (ce qui est caché à Alex). Par la suite Alex est engagé au MI6. C'est Alan Blunt qui dirige cette section et Alex est envoyé en mission par Mrs Jones, la chef des opérations spéciales.
Mycroft Holmes
Dans les adaptations modernes du Sherlock Holmes de Conan Doyle, le frère du héros éponyme travaille pour les services secrets britanniques. Le célèbre détective déclare dans la série Sherlock, à propos de Mycroft: 

« Il est le gouvernement quand il n’est pas trop occupé à être les services secrets britanniques »

Dans l’adaptation Elementary, Mycroft Holmes — interprété par Rhys Ifans — est un agent du MI6 sous la couverture d’un restaurateur gastronomique ; ce secret sera d'ailleurs source de discorde entre les deux frères, quand les actions de Mycroft conduisent à l'enlèvement de Watson.
Johnny English
L'espion le moins doué de la planète travaille sous les ordres de Pegasus, chef du MI6. Il est interprété par Rowan Atkinson.
Richard Blade
Richard Blade, imaginé par l'écrivain Jeffrey Lord (collectif d'auteurs franco-américains) est un agent du MI6 aux exceptionnelles facultés physiques et intellectuelles. Il a été recruté par son chef, J, pour participer à un projet invraisemblable, le Programme DX, mis au point par le savant britannique Archibald Leighton.
Strike Back
La série Strike Back, suit les activités de la section 20 du MI6 qui déploie ses moyens pour combattre le terrorisme. Les agents les plus efficaces parcourent le globe pour éradiquer les menaces.
NCIS : Enquêtes spéciales
Dans cette série policière américaine, l'agent Clayton Reeves est l'agent de liaison du MI6 avec le NCIS dans les saisons 14 et 15. Il décédera à la fin de cette dernière saison.
Doctor Who
Dans l'épisode 1 de la saison 12  de la reprise de Doctor Who , le docteur est convoqué par le MI6 par la suite d'étranges disparitions d'espion dans le monde dues à une activité extra-terrestre. L'épisode est une référence directe à Skyfall, d'où son nom : SpyFall.
Fast & Furious : Hobbs & Shaw
Au début de ce spin-off de la série des Fast & Furious, le MI6 intervient pour récupérer un virus mortel avant le groupe  terroriste Étéon. L'un de ces agents s'injecte le virus et est recherché par tout le pays.
CHERUB
CHERUB, imaginé par l’auteur Robert Muchamore, est une unité du MI6 qui emploie des adolescents orphelins triés sur le volet.